# 世界主權爭端領土列表

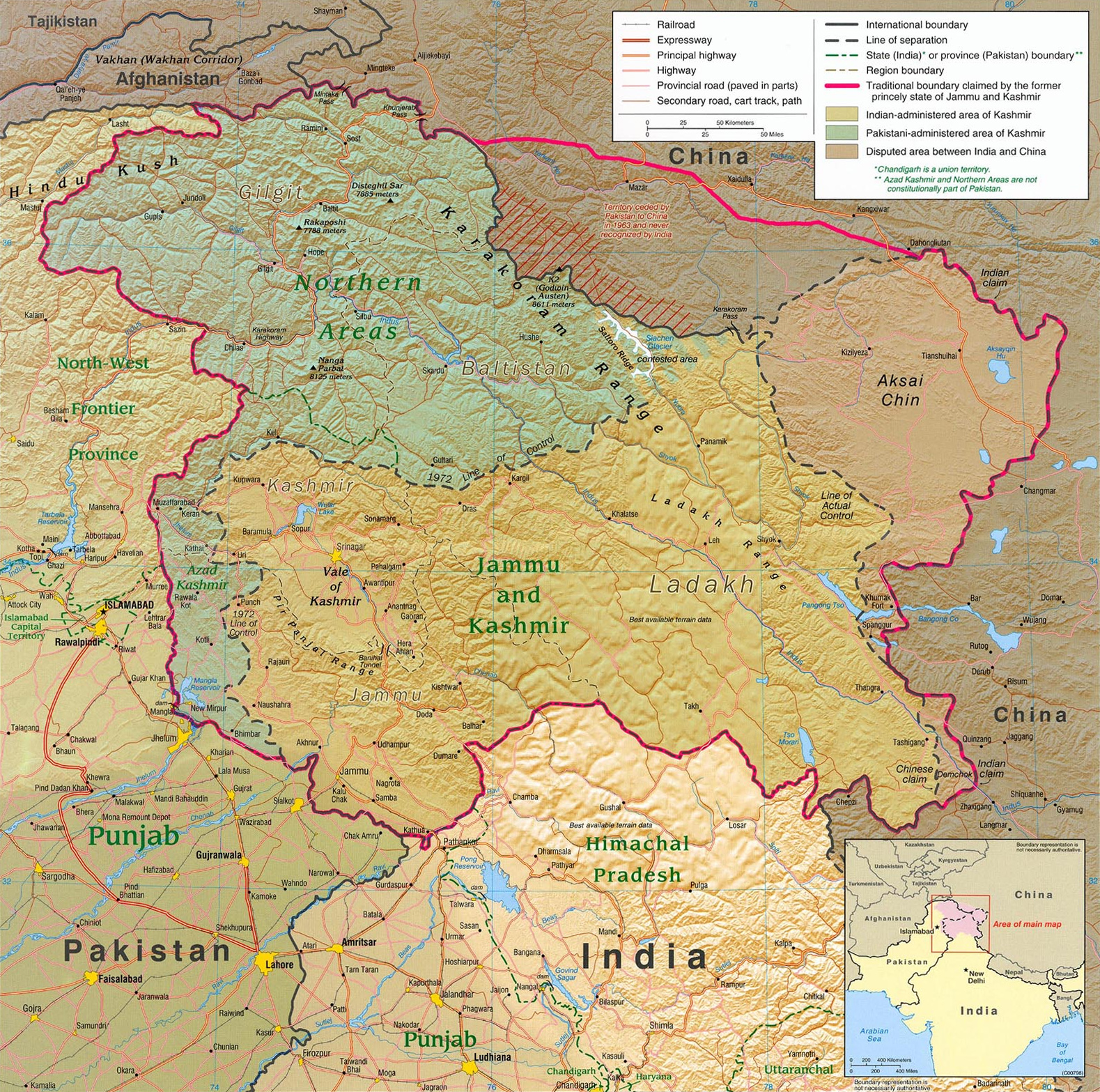
克什米尔地区的複雜争端

世界主權爭端領土列表列出世界上存在主权争议的地区。边界争端根据成因可分为位置性的边界争端（Positional Boundary Disputes）和领土性的边界争端（Territorial Boundary Disputes），前者因已签订条约文本的缺陷而形成纷争，后者为在达成边界条约之前围绕边境领土主权发生的争论。

## 国家之间的领土争端

欧罗巴岛

粗体表示實際控制該爭議地區的全部的一方、斜体表示實際控制該爭議地區的一部分的一方、正体表示並未控制該爭議地區的任何部分的一方。

### 非洲
- 艾卜耶、卡费亚金吉（英语：Kafia Kingi）与黑格里格（英语：Heglig）地区：苏丹、南苏丹
- 哈拉伊卜三角区、瓦迪哈勒法尖角： 埃及、苏丹（两国之间另有无主地比尔泰维勒，兩國皆不實際控制此地，亦不对此地宣稱主權）
- 埃莱米三角（英语：Ilemi Triangle）：肯尼亚、南苏丹
- 盖瑟礁：马达加斯加、葛摩、法国
- 莫桑比克海峡上的印度礁、欧罗巴岛、新胡安岛： 法国、马达加斯加
  - 兩者皆被被法國統稱為印度洋諸島，並劃歸法属南部和南极领地
- 休达、梅利利亚及其他西属主权地： 西班牙、摩洛哥
- 杜梅伊拉島（英语：Doumeira Islands）、杜梅伊拉角（英语：Ras Doumeira）：厄立特里亚、吉布提
- 格洛里厄斯群岛： 法国、马达加斯加、科摩罗（法國將其劃歸法属南部和南极领地）
- 卡恩格瓦尼及因瓜武馬（英语：Ingwavuma）：南非、斯威士兰
- Koualou村落：布基纳法索、贝宁
- Kpéaba村落（接近錫皮盧（英语：Sipilou））：科特迪瓦、幾內亞
- Logoba和莫約區附近的地區：南苏丹、乌干达
- 盧阿普拉附近的边境地区：赞比亚、刚果民主共和国
- 马约特：法国、葛摩
- 马拉维湖中邻近姆巴巴湾（英语：Mbamba Bay）的岛屿：坦桑尼亚、马拉维
- 姆巴涅岛（西班牙语：Mbañe）：加蓬、赤道几内亚
- 米金戈岛、Remba岛、Sigulu岛等維多利亞湖沿岸小島：肯尼亚、乌干达
- 刚果河沿岸各岛：刚果共和国、刚果民主共和国
- 恩特姆河沿岸各岛：喀麦隆、赤道几内亚
- 奥克帕腊河沿岸村庄：贝宁、奈及利亞
- 奧蘭治河邊境線：纳米比亚、南非
- Rufunzo河流域（瑞典语：Rufunzo (vattendrag i Burundi)）及Sabanerwa： 卢旺达、布隆迪
- 卢卡万兹岛（英语：Rukwanzi Island）及塞姆利基河流域： 刚果民主共和国、乌干达
- Sindabezi岛：赞比亚、津巴布韦
- 特罗姆兰岛：法国、毛里求斯（法國將其劃歸法属南部和南极领地）
- 西撒哈拉：摩洛哥、撒拉威阿拉伯民主共和國

### 美洲
- 巴霍努埃沃礁（又称海燕岛）：哥伦比亚、美国、牙买加、洪都拉斯
- 南部伯利兹：伯利兹、危地马拉
- 阿韦斯岛：多米尼克、委內瑞拉
- 巴西岛：巴西、阿根廷、乌拉圭
- 科内霍岛：洪都拉斯、萨尔瓦多
- 卡萊羅島北端：哥斯达黎加、尼加拉瓜
- 福克兰群岛（又稱马尔维纳斯群岛）：英国和阿根廷
- 法属圭亚那马罗尼河河西岸：法国、蘇利南
- 科兰太因河东岸：圭亚那、蘇利南
- 埃塞奎博河西岸（埃塞奎博圭亚那）：圭亚那、委内瑞拉
- 納弗沙島：美国、海地
- 圣胡安河省：哥斯达黎加、尼加拉瓜
- 萨波蒂约礁：伯利兹、危地马拉（历史上宣称对整个伯利兹拥有主权）、洪都拉斯
- 聖安德列斯-普羅維登西亞和聖卡塔利娜群島省：哥伦比亚、尼加拉瓜、洪都拉斯
- 塞拉尼拉浅滩：哥伦比亚、美国、尼加拉瓜、洪都拉斯
- 蘇亞雷斯島：玻利維亞、巴西
- 南乔治亚和南桑威奇群岛：英国、阿根廷
- 菲茨罗伊峰和穆拉永峰之间的南巴塔哥尼亚冰原：阿根廷、智利
- 加拿大-美国的领土争端
  - 波弗特海（美国阿拉斯加州／加拿大育空地區）
  - 迪克森海峡（美国阿拉斯加州／加拿大不列颠哥伦比亚省）
  - 玛基亚斯海豹岛（美国缅因州／加拿大新不倫瑞克省）
  - 北岩岛（美国缅因州／加拿大新不伦瑞克省）
  - 胡安·德·富卡海峡（美国华盛顿州／加拿大不列颠哥伦比亚省）
  - 西北水道：美国宣称为国际水域
  - 拉特兰市：（美国弗蒙特州/加拿大魁北克省）

### 亚洲
- 臺澎金馬：中華民國、中华人民共和国

- 中国大陆：中华人民共和国、中華民國

中国南海的海權聲索

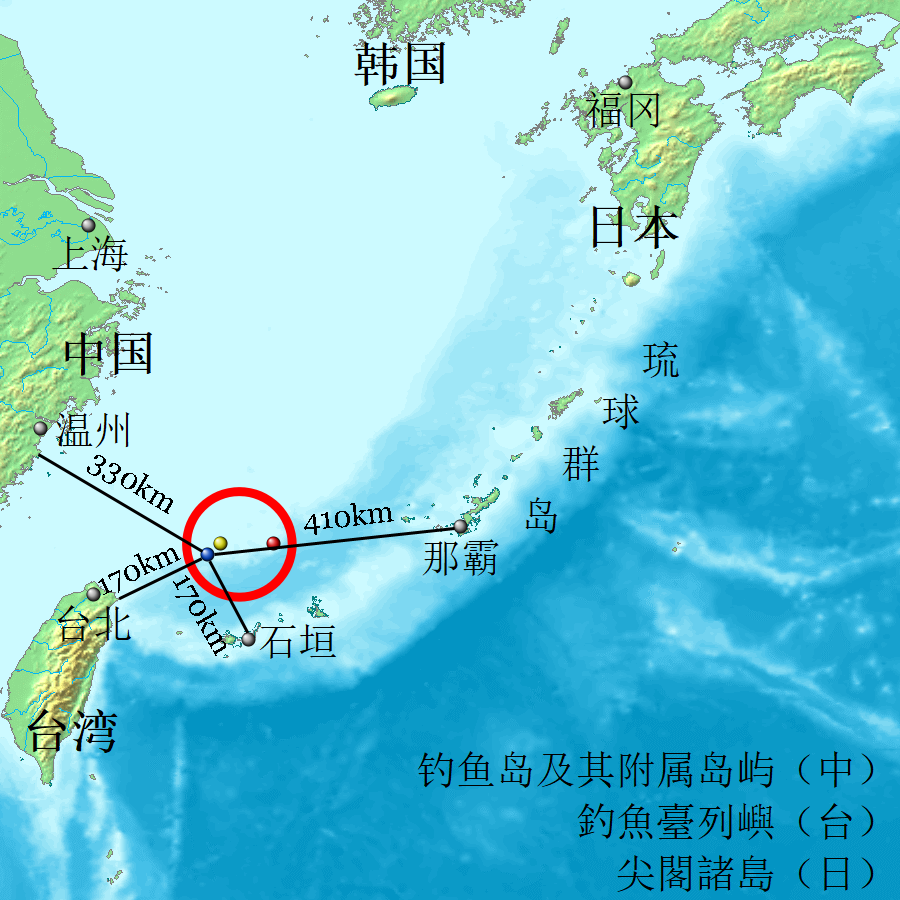
釣魚臺列嶼地理位置（藍：钓鱼台（魚釣島、釣魚嶼）、黃：黃尾嶼、紅：赤尾嶼）

- 太平島：中華民國、中华人民共和国、菲律賓、越南
- 東沙群島：中華民國、中华人民共和国
- 仁愛暗沙：菲律賓、中華民國、中华人民共和国、越南
- 曾母暗沙：馬來西亞、中華民國、中华人民共和国

- 克欽邦：緬甸、中華民國
- 瓦罕走廊：阿富汗伊斯蘭酋長國、中華民國、中华人民共和国
- 山地巴達赫尚自治州東部大部分地區：塔吉克斯坦、中華民國、中华人民共和国
- 江東六十四屯：俄羅斯、中華民國
- 黑瞎子島：俄羅斯、中華民國
- 白龍尾島：越南、中華民國
- 霍爾木茲海峽间的阿布穆萨岛、大通布岛、小通布岛：伊朗、阿拉伯联合酋长国
- 喀喇昆仑走廊：中华人民共和国、中華民國、印度
- 阿克赛钦：中华人民共和国、中華民國、印度
- 巴里加斯：中华人民共和国、中華民國、印度
- 札达县部份地区(中印中段纠纷：楚木惹、巨哇（英语：Gue_(Lahul_and_Spiti)）、曲惹（英语：Kaurik）、什布奇山口、塔希冈、乌热（英语：Barahoti）、拉不底（英语：Lapthal）、甲扎岗噶河、葱莎、波林三多和桑)：印度 、中華民國、中华人民共和国
- 藏南地區（阿鲁纳恰尔邦大部分地区）：印度、中華民國、中华人民共和国
- 联邦直辖部落地区：巴基斯坦、阿富汗伊斯蘭酋長國
- 费尔干纳盆地：乌兹别克斯坦、吉尔吉斯斯坦
- 不丹北部：中华人民共和国 、中華民國、不丹
- 吉大港山走廊：孟加拉、印度
- 东耶路撒冷：以色列、联合国、巴勒斯坦國
- 戈蘭高地：以色列、叙利亚

- 舍巴農場：以色列、黎巴嫩、叙利亚

- 阿拉伯河：伊朗、伊拉克
- 沙特阿拉伯与阿拉伯联合酋长国之间的边界争端：沙特阿拉伯、阿拉伯联合酋长国
- 自由克什米爾和吉尔吉特-巴尔蒂斯坦省： 巴基斯坦、印度、中華民國、中华人民共和国
- 查谟和克什米尔： 印度、巴基斯坦
- 拉達克： 印度、巴基斯坦
- 卡拉帕尼： 印度 、 尼泊尔
- 朝鲜半岛北部： 朝鮮民主主義人民共和國、大韩民国
  - 西海（黄海）五岛：大韩民国、朝鲜民主主义人民共和国
- 南千岛群岛（北方四島）：俄罗斯、日本
- 林梦地区：马来西亚、汶莱
- 釣魚臺列嶼：中華民國、中华人民共和国、日本
- 南达尔帕蒂岛：孟加拉国、印度
- 沃兹罗日杰尼耶岛（以前为鹹海内一个小岛，现已成为半岛）：哈萨克斯坦、乌兹别克斯坦
- 锡尔克里克（英语：Sir Creek）：印度、巴基斯坦
- 独岛：大韩民国、日本、朝鲜民主主义人民共和国

### 大洋洲
- 亨特岛、马修岛：瓦努阿图、新喀里多尼亞（法国）
- 密涅瓦群礁：汤加、斐濟
- 斯温斯岛：美国、托克劳

### 欧洲
- 布雷加纳：克罗地亚和斯洛文尼亚
- 埃姆斯河河口和多拉德湾西部：荷兰、德国
- 皮蘭灣：斯洛文尼亚和克罗地亚
- 费迪南德岛：意大利、英国、法国、西班牙、马耳他、阿尔及利亚、突尼斯、利比亚和摩洛哥
- 直布罗陀：英国和西班牙
- 伊米亞群島：希腊和土耳其
- 伊万哥罗德：俄罗斯和爱沙尼亚
- 奥利文萨：西班牙和葡萄牙
- 羅科爾島：英国、冰岛、爱尔兰和丹麦
- 圖茲拉島和刻赤海峽：乌克兰、俄罗斯
- 武科瓦尔：塞尔维亚、克罗地亚
- 克里米亞共和國、塞瓦斯托波尔：俄羅斯、烏克蘭
- 俄佔盧甘斯克、俄佔頓涅茨克：俄羅斯、烏克蘭
- 俄占扎波罗热、俄占赫尔松：俄羅斯、烏克蘭
- 尼古拉耶夫州(俄佔尼古拉耶夫)：烏克蘭、俄羅斯

## 主权國家内部的爭端
- 布拉克山：美國聯邦政府和印第安人
- 巴西：塞阿腊州和皮奧伊州
- 加拿大拉布拉多南方角落：魁北克、紐芬蘭與拉布拉多省、拉布拉多。
- 西班牙：加泰罗尼亚、巴斯克自治區
- 英国：苏格兰、北爱尔兰
- 美国红河大桥：德克萨斯州和俄克拉荷马州
- 美国托莱多西部：俄亥俄州和密歇根州
- 前三岛、微山湖：江苏省和山东省
- 七星岛：浙江省和福建省
- 加格达奇区、松岭区：黑龙江省和内蒙古自治区
- 雁石坪镇：西藏自治区和青海省
- 开山岛：江苏省连云港市灌云县和盐城市响水县
- 外伞顶洲：臺灣省云林县和嘉义县

## 地位存在争议的地区
粗体表示实际控制方。
- 阿克赛钦：中华人民共和国、印度、中華民國
- 喀喇昆仑走廊：中华人民共和国、印度、中華民國
- 阿鲁纳恰尔邦／藏南：印度、中华人民共和国、中華民國
- 朝鲜半岛：朝鲜民主主义人民共和国和大韩民国
- 白頭山（長白山）南部：朝鲜民主主义人民共和国、中华人民共和国、中華民國
- 阿布哈兹：阿布哈茲和格鲁吉亚
- 北賽普勒斯：北賽普勒斯和賽普勒斯
- 納戈爾諾-卡拉巴赫地區：阿塞拜疆、亚美尼亚
- 西亞美尼亞、卡尔斯省、凡城省：土耳其和亞美尼亞
- 邦特兰：邦特兰和索马里
- 索马里兰：索马里兰和索马里
- 西南索马里：索馬里西南國和索马里
- 南奥塞梯： 南奥塞梯和格鲁吉亚
- 斯里兰卡东部和北部：斯里兰卡和泰米爾-伊拉姆猛虎解放組織
- 德涅斯特河沿岸：德涅斯特河沿岸共和国和摩尔多瓦
- 西撒哈拉：摩洛哥和撒拉威阿拉伯民主共和國
- 約旦河西岸地區和加沙地带：以色列和巴勒斯坦國
- 科索沃和梅托希亞：科索沃和塞尔维亚

## 无主之地
- 上西加，位于克罗地亚-塞尔维亚边界，但双方都不主张拥有该领土。
- 比尔泰维勒，位于埃及-苏丹边界，双方都不主张拥有该领土，该领土被一些私人国家宣称（如北苏丹等[2]）。

## 南極洲
南極條約體系於1961年6月23日生效，提供框架管理南極洲，並凍結所有對南極地區的主權聲索及新的領土要求。